# William de Valence 1. jarl af Pembroke
William de Valence (død 18. maj 1296), født Guillaume de Lusignan, var en fransk adelig, som blev vigtig for den englelske politik på grund af hans nære bekendtskab med Henry III. Han var kraftigt involveret i prins Edwards kampe mod oprørere ledet af Simon de Montfort. He antog navnet de Valence ("fra Valence").
| Biografi | Spire Denne biografi er en spire som bør udbygges. Du er velkommen til at hjælpe Wikipedia ved at udvide den. |